# Alsóvisó–Borsa-vasútvonal
Az Alsóvisó–Borsa-vasútvonal üzemen kívüli vasútvonal Romániában. Alsóvisónál kapcsolódik a Szálva–Alsóvisó–Visóvölgy–Máramarossziget-vasútvonalhoz. A vonal egyvágányú, nem villamosított, normál nyomtávú.

## Történelem
A Visóvölgy–Alsóvisó–Borsa vasútvonal 1913-ra, az Osztrák–Magyar Monarchia idejében épült ki. A trianoni békeszerződés értelmében Máramaros vármegye déli részével együtt Romániához került, és a CFR román nemzeti vasúttársaság vette át. Az új határok nyomán a vonatok Máramarossziget és Borsa között közlekedtek, mivel ez a hálózatrész el volt vágva a romániai vasúthálózat többi részétől. 1930 és 1933 között épült ki a Felsővisó vasútállomáshoz csatlakozó, keskeny nyomközű Felsővisói Erdei Vasút. Bár tervbe vették egy vasúti kapcsolat kialakítását Máramaros és Erdély belső része között, 1940-re csak egy keskeny nyomközű kapcsolat jött létre Majszin és Telcs között. Ugyanebben az évben a második bécsi döntés értelmében Észak-Erdély újra Magyarországhoz került.
A második világháború után a terület ismét Románia része lett, így a korábban tervezett összeköttetés ismét aktuálissá vált, és 1949-ben el is készült a Szálva–Alsóvisó vonalszakasz, ami bekötötte az Alsóvisó–Borsa vonalat is az ország vasúthálózatába.
A személyszállítás 1997 márciusában megszűnt. A vonal az SC RG Holz Company SRL tulajdonába került, amely áruszállításra használta. A 2008-as árvizekben megrongálódott, és bár helyreállították, azóta nincsen rajta közlekedés.